# Proleb
Proleb es una localidad del distrito de Leoben, en el estado de Estiria, Austria. Tiene una población estimada, a principios de 2021, de 1600 habitantes. 
Se encuentra ubicada en el centro-norte del estado, al noroeste de la ciudad de Graz —la capital del estado— y cerca del parque nacional Gesäuse.